# لوئیس هیوارد
لوئیس هیوارد (انگلیسی: Louis Hayward؛ ۱۹ مارس ۱۹۰۹ – ۲۱ فوریهٔ ۱۹۸۵) یک هنرپیشه اهل بریتانیا بود.
از فیلم‌ها یا برنامه‌های تلویزیونی که وی در آن نقش داشته است می‌توان به خانه کنار رودخانه، مردی با نقاب آهنین، آنتونی ادورس، سپس هیچ‌کدام باقی نماندند، سورل و پسر، پسرم، پسرم!، پیکان سیاه، آزمون عشق اشاره کرد.
وی همچنین برندهٔ جوایزی همچون نشان ستاره برنزی شده است.